# Eurosia fuliginea
Eurosia fuliginea là một loài bướm đêm thuộc phân họ Arctiinae, họ Erebidae.